# Etapa de Curvelo da Stock Car Brasil
A Etapa de Curvelo fez parte do calendário da Stock Car Brasil nas temporadas de 2016 e 2017, sendo disputada no Circuito dos Cristais, em Curvelo, Minas Gerais.

## Vencedores
| Ano  | C  | Piloto             | Equipe            | Local                 | Detalhes |
| ---- | -- | ------------------ | ----------------- | --------------------- | -------- |
| 2016 | C1 | Felipe Fraga       | Cimed Racing Team | Circuito dos Cristais | Detalhes |
| 2016 | C2 | Ricardo Maurício   | Eurofarma RC      | Circuito dos Cristais | Detalhes |
| 2017 | C1 | Felipe Fraga       | Cimed Racing Team | Circuito dos Cristais | Detalhes |
| 2017 | C2 | Gabriel Casagrande | Vogel Motorsport  | Circuito dos Cristais | Detalhes |